# Cololejeunea lhotzkiana
Cololejeunea lhotzkiana là một loài Rêu trong họ Lejeuneaceae. Loài này được (Hampe) R.M. Schust. mô tả khoa học đầu tiên năm 1963.